# Mansoa standleyi
Mansoa standleyi là một loài thực vật có hoa trong họ Chùm ớt. Loài này được (Steyerm.) A.H.Gentry mô tả khoa học đầu tiên năm 1979.